# Pandanus dyckioides
Pandanus dyckioides är en enhjärtbladig växtart som beskrevs av John Gilbert Baker. Pandanus dyckioides ingår i släktet Pandanus och familjen Pandanaceae.
Artens utbredningsområde är Madagaskar. Inga underarter finns listade.